# Хлорид марганца(IV)
Хлорид марганца(IV) — неорганическое соединение, соль металла марганца и соляной кислоты с формулой MnCl4,
красновато-коричневые кристаллы.

## Получение
- Растворение оксида марганца(IV) в ацетилхлориде:

{\displaystyle {\mathsf {MnO_{2}+4CH_{3}COCl\ {\xrightarrow {0^{o}C}}\ MnCl_{4}+2(CH_{3}CO)_{2}O}}}
- Обработка суспензии оксида марганца(IV) в эфире газообразным хлористым водородом:

{\displaystyle {\mathsf {MnO_{2}+4HCl\ {\xrightarrow {-70^{o}C}}\ MnCl_{4}+2H_{2}O}}}
Простым взаимодействием диоксида марганца и соляной кислоты хлорид марганца(IV) получить не удаётся вследствие окисления хлорид-ионов:
{\displaystyle {\mathsf {MnO_{2}+4H^{+}+4Cl^{-}\rightarrow Mn^{2+}+2Cl_{2}\uparrow +2H_{2}O}}}

## Физические свойства
Хлорид марганца(IV) образует красновато-коричневые кристаллы.

## Химические свойства
- Разлагается при нагревании:

{\displaystyle {\mathsf {MnCl_{4}\ {\xrightarrow {-10^{o}C}}\ MnCl_{2}+Cl_{2}}}}